# Virgem do Fuso
Madona do Fuso era uma pintura a óleo de Leonardo da Vinci, infelizmente não existe mais, existem apenas cópias baseadas no original. O quadro foi pintado por este em seu retorno a Florença, em 1501. A obra fora realizada quase no mesmo período da Mona Lisa (por isso as paisagens quase semelhantes do plano de fundo de ambos os quadros).
O nome desta pintura é esse porque, em primeira vista o Menino Jesus segura uma cruz, mas se observarmos melhor e atentamente logo perceberemos que é um fuso de fiar. O fuso demonstra o espírito doméstico da Madona (Virgem Maria), mas também lembra uma cruz, símbolo de Jesus Cristo; o quadro possui muitas características da beleza observada por Leonardo.
Uma das cópias, bem sucedida, baseada na original, pertence a uma coleção particular em Nova York